# 牛池灣鄉

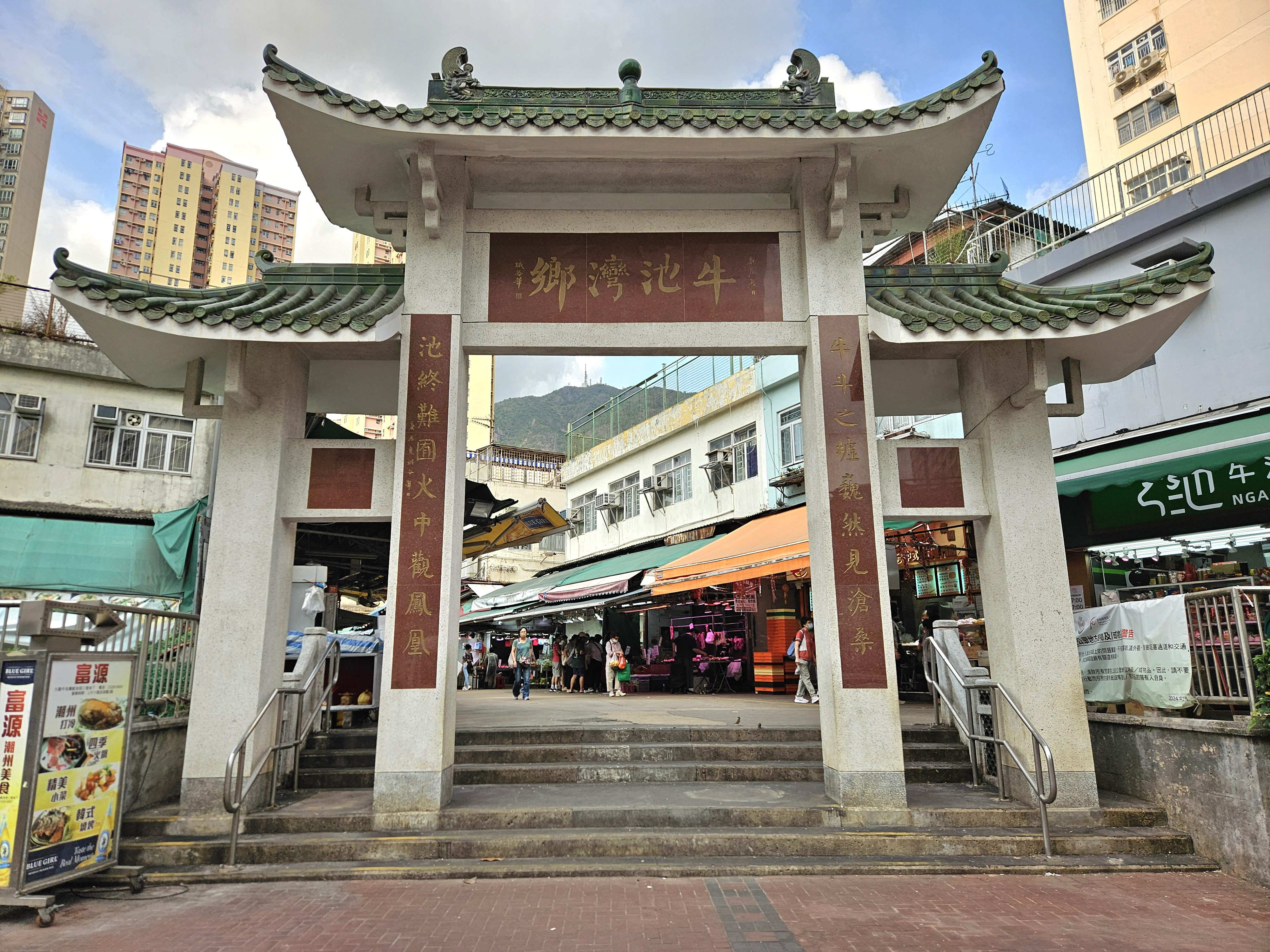
龍翔道入口牌坊

牛池灣鄉（英語：Ngau Chi Wan Village），是香港一個鄉村組織，位於東九龍牛池灣，範圍東起牛頭角，上至彩雲，西至斧山道東九龍診所，南至牛池灣海邊，計有坪石、彩虹、龍尾、田心及河瀝背等村，是「九龍十三鄉」之一，是現今市區中少數僅存的村落，有200多年歷史。

## 歷史
牛池灣鄉以前是沿海村落，主要姓氏有杜、劉、楊、余、葉、申、李、馮、曾和成等，人口只有200人。第二次世界大戰後，有更多外姓人遷入，曾有祠堂超過15間。國父孫中山兄長孫眉亦曾經居住於此。
牛池灣鄉公所於1950年代成立，因當時大量难民涌入，治安惡劣，為保家園，鄉民建立位於鄉公所現址的臨時「更寮」，並組織義務巡更。
2019年，香港政府宣布計劃牛池灣村會在2025年開始重建，有商戶陸續計劃遷出。

## 習俗
鄉民主要信奉大王宮及三山國王廟，每年農曆二月廿三日至二月廿六晚，演出三日四夜神功戲慶賀三山國王廟寶誕。以前還有十年一次安龍打醮，為期三日三夜，鄉民須要齋戒沐浴三天，全鄉食店及街市禁賣肉食製品，並請法師做法事，但現已停辦。

## 現況
隨著香港政府大規模興建屋邨解決人口急劇增加的問題，東九龍地區內有多個屋邨相繼落成入伙，重建計劃中，大部份土地均是來自十三鄉的村落，牛池灣鄉的範圍僅餘龍翔道與清水灣道交界的一角，被稱為「牛池灣村」。牛池灣村區內建築物分為鐵皮屋、石屋及唐樓幾種，高度可以按樓齡分類。牛池灣村樓下地鋪是經營零售業的商店，例如茶餐廳、燒味店、菜販、士多、豬肉鋪、海鮮店等。牛池灣村鄉公所鄰近更有冷氣開放的大排檔。此外，村內有不少基督教會的聚會場所，如牛池灣竹園潮語浸信會、基督教彩恩團契彩恩堂等。
根據2019年《施政報告》，計劃清拆牛池灣村寮屋村興建公營房屋。

## 公共設施
- 康文署管理的公廁及休憩處

## 鄰近
- 港鐵彩虹站C1及C2出入口
- 牛池灣街市
- 牛池灣體育館
- 牛池灣文娛中心
- 牛池灣市政大樓
- 牛池灣消防局
- 聖若瑟安老院
- 龍翔道
- 清水灣道
- 彩虹邨
- 基督教彩恩團契彩恩堂

## 外部連結
- 十三鄉由來 （页面存档备份，存于）